# Nostra Signora di Guadalupe e San Filippo Martire
Nostra Signora di Guadalupe e San Filippo in Via Aurelia ou Igreja de Nossa Senhora de Guadalupe e São Filipe na Via Aurélia é uma igreja de Roma, Itália, dedicada a Nossa Senhora de Guadalupe e ao apóstolo Filipe localizada na Via Aurélia. É a igreja nacional da comunidade mexicana em Roma. 
O cardeal-presbítero protetor do título de Nossa Senhora de Guadalupe e São Filipe Mártir na Via Aurelia é Juan Sandoval Íñiguez,  arcebispo de Guadalajara.

## História
A igreja foi construída entre 1955 e 1958 com base num projeto do arquiteto Gianni Mazzocca por ordem dos Legionários de Cristo, proprietários da igreja. Foi consagrada pelo cardeal Clemente Micara em 12 de dezembro de 1958 e à sede paroquial em 22 de setembro de 1960 pelo mesmo cardeal. Em janeiro de 1991, o papa São João Paulo II elevou-a ao status de basílica menor.